# Anales de Tutmosis III
Los Anales de Tutmosis III se componen de numerosas inscripciones de antiguos documentos militares egipcios recopilados sobre las campañas de la dinastía XVIII de los ejércitos de Tutmosis III en siro-palestina, entre los años 22 (1458 a. C.) y 42 (1438 a. C.) de su reinado. Estas inscripciones se pueden encontrar en los muros interiores de la cámara que alberga el Sancta Sanctorum, en el gran templo de Karnak de Amón. Con tan solo 25 metros de longitud y 12 metros de ancho, el área en cuestión ofrece los relatos más grandes y detallados de las hazañas militares de los reyes egipcios. 
La inscripción más detallada y sorprendente en los muros de Karnak describe la primera campaña de Tutmosis III, en el año 23, que fue la Batalla de Megido. Antes de su muerte, Tutmosis III participó en un total de diecisiete campañas. El resto de las inscripciones de las campañas de Tutmosis III contienen solo un poco de información y se puede ver claramente una diferencia en los estilos descriptivos. Mientras que la campaña de Megido se centra fuertemente en los detalles, las inscripciones de otras campañas parecen centrarse en las capturas y conquistas de guerra. A medida que pasan los años del reinado de Tutmosis III, las inscripciones en los muros de Karnak se vuelven menos descriptivas. Aunque los anales de Tutmosis III ayudan a reconstruir el pasado del antiguo Egipto, Spalinger está en lo cierto al examinar la faceta literaria de las inscripciones, además de su faceta histórica. 
A medida que los años del reinado de Tutmosis III avanzan, por ejemplo, Spalinger señala que las inscripciones se tornan menos descriptivas y más pragmáticas, puesto que la sociedad se vuelve más organizada. Al usar este enfoque menos histórico, Spalinger describe cómo, muy probablemente, el flujo constante de botines de guerra y víveres jugó un papel en la aparente ausencia de ciertos segmentos. La población general no podía acceder a estas inscripciones debido a su localización dentro del Templo de Amón de Karnak.